# Arturo Frondizi
Arturo Frondizi Ercoli (Paso de Los Libres, Corrientes, Argentina, 28 d'octubre de 1908 - Buenos Aires, Argentina, 18 d'abril de 1995) va ser un advocat i polític argentí, que va ocupar la presidència del seu país entre l'1 de maig de 1958 i el 29 de març de 1962.

## Presidència (1958-1962)
Amb el Justicialisme prohibit, Frondizi efectua un pacte amb Perón, pel qual aquell es compromet a anul·lar les lleis de prohibició del Justicialisme, i aquest a indicar-li als seus seguidors que votin per la seva candidatura presidencial.
El seu període de govern va estar caracteritzat per l'aparent tendència ideològica cap a posicions més properes a l'estructuralisme propugnat per l'Aliança per al Progrés del president nord-americà John F. Kennedy, el que va motivar la renúncia del seu vicepresident, Alejandro Gómez. Acerbo crític de les concessions petrolieres de Perón, va reobrir les portes a la inversió estrangera en el sector. Primer l'expansió econòmica i després l'estabilització van ser els objectius successius del seu principal assessor i ideòleg, Rogelio Frigerio, i dels seus ministres d'economia Roberto Alemann i Álvaro Alsogaray. Malgrat el seu alineament amb els Estats Units, la seva política exterior es va mantenir independent, arribant a reunir-se amb Ernesto "Che" Guevara.
També va autoritzar la posada en marxa d'universitats privades, en la seva majoria de filiación catòlica, el que es va conèixer com a ensenyament lliure, generant un fort moviment de protesta per part de les organitzacions estudiantils que defensaven l'ensenyament laic.
El seu període de govern es va caracteritzar per adoptar l'estructuralisme com a política bàsica de govern, a partir de les recomanacions de la CEPAL i les definicions de l'anomenada teoria de la dependència desenvolupada a partir dels anys 1950 per intel·lectuals de tota Amèrica Llatina. Aquesta adhesió va permetre un relatiu creixement de les indústries siderúrgica i petroquímica.
Amb la finalitat de promoure la industrialització accelerada del país va promoure l'ingrés del capital industrial estranger. Va aprofundir la política petroliera d'obertura al capital estranger impulsada per Perón des de 1952 i signant contractes amb les empreses privades per a subsidiar l'explotació del petroli argentí.
En un curs polític similar, va autoritzar el funcionament de les universitats privades.
Les seves polítiques econòmiques i educatives van generar gran resistència entre els sindicats i el moviment estudiantil, com les grans vagues dels treballadors petroliers, ferroviaris, de la carn, bancaris i metal·lúrgics. El 1959 es produeixen també les grans mobilitzacions obrer-estudiantils organitzades per la FUA contra les universitats privades conegudes per un dels seus eslògans: Laica o Lliure.
Les protestes populars van ser durament reprimides arribant a utilitzar el Pla CONINTES (Commoció Interna de l'Estat), elaborat durant el Justicialisme, encara que mai posat en pràctica, que posava als manifestants sota jurisdicció dels tribunals militars.
Durant el govern de Frondizi es va sancionar la nova llei sindical Nº 14455. Es va triplicar la producció de petroli obtenint-se l'autoabastament. Es van posar en marxa grans projectes hidroelèctrics com el Chocón. Es va construir una extensa xarxa de camins. Es va donar gran impuls a la petroquímica, la siderúrgia, la tecnificació de l'agricultura i la multiplicació d'escoles d'educació tècnica, obrint una dècada (1963-1974) en la qual Argentina registrarà les taxes de creixement més altes del món i s'eliminarà pràcticament la pobresa (Gerchunoff,309).
El govern de Frondizi va estar summament restringit pel poder militar. Va sofrir 26 revoltes militars i 6 intents de cop d'estat.
La seva política exterior es va caracteritzar per mantenir una clara posició independent, establint molt bones relacions amb l'administració de John F. Kennedy, i al mateix temps es va oposar a l'expulsió de Cuba de l'OEA, reunint-se el govern argentí amb el representant del govern cubà Ernesto Guevara a la residència presidencial d'Olivos.
El 1961 Frondizi va anul·lar la il·legalització del Justicialisme. En les eleccions de 1962 el Justicialismo va guanyar la governació de 10 de les 14 províncies, inclosa la poderosa Província de Buenos Aires, on va triomfar el combatiu dirigent sindical tèxtil Andrés Framini.
Les Forces Armades van exigir que Frondizi anul·lés les eleccions. El president radical va acatar les ordenis militars i per decret va anul·lar les eleccions i va intervenir algunes de les províncies on el peronisme havia guanyat. Un cop d'estat el va derrocar, el 29 de març de 1962.
Frondizi va ser arrestat i confinat a l'illa Martín García i més tard a Bariloche fins al 1963.